# Sigma Boy
Sigma Boy (russisch Сигма Бой) ist ein Lied von Betsy & Masha Yankovskaya aus dem Jahr 2024.
Dem Lied wird von unterschiedlicher Seite vorgeworfen, russische Propaganda sowie durch den Bezug auf den Sigma-Mann eine maskulinistische und sexistische Grundhaltung zu transportieren.

## Entstehung und Veröffentlichung
Das Lied wurde von Betsys Vater, dem Komponisten Michail Tschertischtschew, geschrieben. Er schrieb die Musik für die Kinderzeichentrickfilme über die drei Helden (Bogatyren), die Zeichentrickserien „Familie Barboskin“ und „Luntik und seine Freunde“.
Die Erstveröffentlichung von Sigma Boy erfolgte am 4. Oktober 2024 als Single bei Rhymes Music. Diese erschien als digitaler Einzeltrack zum Download und Streaming.
Nachdem das Stück zunächst eher unbeachtet geblieben war, ging es auf TikTok viral – dank des TikTok-Trends, bei dem Blogger an einen öffentlichen Ort kommen und in voller Lautstärke Musik abspielen. Einer der ersten, der das Lied verwendete, war Streichbruder (@simonbth1). Sein erstes Video aus einem Zug in Deutschland erschien am 21. November und erreichte 47 Millionen Aufrufe.
Im Dezember 2024 erschienen zudem diverse Remixe als digitale Einzeltracks.

## Inhalt
Betsy sagte über die Bedeutung des Liedes:
„Die Idee ist, dass Mascha und ich so cool sind und der Sigma Boy versucht, uns für sich zu gewinnen, und wir versuchen auch, ihn für uns zu gewinnen.“ Sie hat auch erklärt, dass „der Sigma Boy ein sehr selbstbewusster Junge ist, der niemanden braucht. Aber irgendwie verlieben sich alle Mädchen in ihn.“
Im Refrain heißt es:
„Sigma, Sigma Boy, Sigma Boy, Sigma Boy

Jedes Mädchen will mit dir tanzen.

Sigma, Sigma Boy, Sigma Boy, Sigma Boy

Ich bin so besonders, du wirst ein Jahr brauchen, um mich für dich zu gewinnen.“
In der Strophe gibt es insbesondere eine Zeile, die lautet: „Sigma Boy, ich bin deine Ikone. Sie träumen von mir, als wäre ich ein Bitcoin.“

## Kritik
Das Lied wurde wegen seiner eingängigen Melodie und seines scheinbar albernen Textes als Brainrot bezeichnet.
Das Lied wird von verschiedener Seite kritisiert. Zum einen transportiere es eine maskulinistische Aussage: Der Sigma Boy ist die jugendliche Variante des Sigma Male, eines toxischen männlichen Idealbilds, das seit ca. 2021 insbesondere in maskulinistischer Internetkultur und unter neurechten Incels als Meme größere Verbreitung findet. Zum anderen wurde auch kritisiert, dass das Lied eine Produktion des russischen Propagandaapparats sei: Es erhielt einen Preis in einer Musiksendung des Kindersenders CTC Kids, der zur Gruppe CTC Media gehört und Teil der russischen Propaganda-Maschiniere ist. Der Freitag sieht in dem Lied ein „Vehikel russischer Softpower“ und setzt es in den Kontext der weltweiten russischen Unterstützung autoritärer Bewegungen mit dem Ziel, Einfluss auf westliche Gesellschaften zu nehmen. Dies geschehe auch durch die Indoktrinierung von Kindern und Jugendlichen. Eine ähnliche Einschätzung teilt auch die Abgeordnete im EU-Parlament Nela Riehl (Volt Deutschland).

## Chartplatzierungen
| ChartsChartplatzierungen             | Höchstplatzierung | Wochen |
| ------------------------------------ | ----------------- | ------ |
| Deutschland (GfK)                    | 40 (13 Wo.)       | 13     |
| Österreich (Ö3)                      | 56 (… Wo.)        | …      |
| Vereinigte Staaten (Billboard Dance) | 7 (… Wo.)         | …      |